# Rejencja Kassel
Rejencja Kassel (niem. Regierungsbezirk Kassel) – jedna z trzech rejencji niemieckiego kraju związkowego Hesja. Główny urząd rejencji, prezydium (Regierungspräsidium), ma siedzibę w mieście Kassel.

## Geografia
Rejencja Kassel leży w północno-wschodniej części Hesji. Od południa i południowego zachodu graniczy z rejencją Gießen, od północnego zachodu z Nadrenią Północna-Westfalią, od północnego wschodu z Dolną Saksonią i od wschodu z Turyngią.

## Historia
Po aneksji przez Królestwo Prus elektoratu Hesji w 1866 utworzono z niego rejencję w obrębie nowo utworzonej prowincji Hesja-Nassau. W 1929 włączono do niej zlikwidowane państewko Waldeck, a w 1944 wydzielono cztery powiaty i jedno miasto do rejencji Wiesbaden. W 1945 włączono ją do utworzonego wtedy kraju związkowego Hesji, a 1 stycznia 1981 wydzielono z niej jeden powiat, który włączono do rejencji Gießen.

## Podział administracyjny
W skład rejencji Kassel wchodzi jeden miasto na prawach powiatu, 6 powiatów oraz jedno miasto o szczególnym statusie (Sonderstatusstadt), które przejęło niektóre zadania powiatu.
Miasto na prawach powiatu:
| Lp. | Nazwa miasta | Ludność (31.12.2012) | Powierzchnia km² |
| --- | ------------ | -------------------- | ---------------- |
| 1   | Kassel       | 192 874              | 106,78           |

Powiaty ziemskie:
| Lp. | Nazwa powiatu       | Ludność (31.12.2012) | Powierzchnia km² | Liczba gmin |
| --- | ------------------- | -------------------- | ---------------- | ----------- |
| 1   | Fulda               | 216 093              | 1380,39          | 23          |
| 2   | Hersfeld-Rotenburg  | 120 165              | 1097,13          | 20          |
| 3   | Kassel              | 234 206              | 1292,92          | 29          |
| 4   | Schwalm-Eder        | 180 279              | 1538,49          | 13          |
| 5   | Waldeck-Frankenberg | 157 293              | 1848,45          | 22          |
| 6   | Werra-Meißner       | 100 913              | 1024,70          | 16          |

## Prezydenci rejencji Kassel
- 1867–1872 Eduard von Moeller
- 1872–1876 Ludwig von Bodelschwingh
- 1876–1881 August Freiherr von Ende
- 1881–1886 Botho Graf zu Eulenburg
- 1886–1887 Eduard Magdeburg
- 1887–1893 Anton Rothe
- 1893–1899 Maximilian Graf Clairon d’Hassouville
- 1899–1905 August von Trott zu Solz
- 1905–1919 Graf von Bernstorff
- 1919–1926 Gustav Springorum
- 1926–1927 Otto Stoelzel
- 1927–1933 Ferdinand Friedensburg
- 1933–1944 Konrad von Monbart
- 1944–1945 Ernst Beckmann
- 1945–1962 Fritz Hoch
- 1962–1975 Alfred Schneider
- 1975–1979 Burghard Vilmar
- 1979–1984 Heinz Fröbel
- 1984–1987 Burghard Vilmar
- 1987–1991 Ernst Wilke
- 1991–1993 Ilse Stiewitt
- 1993–1996 Inge Friedrich
- 1996–1999 Bertram Hilgen
- 1999–2003 Oda Scheibelhuber
- 2003–2009 Lutz Klein
- 2009–2019 Walter Lübcke
- od 2019 Hermann-Josef Klüber[1]